# Stenbroens helte
|  | Denne artikel er oprettet af botten PalnaBot ud fra en ekstern database. Den kan derfor have sproglige fejl eller mangler. Denne skabelon kan fjernes efter kontrol af indholdet. |

Stenbroens helte er en film instrueret af Poul Nyrup efter manuskript af Poul Nyrup, Niels Rune.

## Handling
Det lykkes først at dræbe to mennesker, inden hans egen skæbne besegles - Men navnet er også Djævle John, en af Stenbroens helte - helte i et miljø, der af alle andre sociale lag betragtes som udskuddet. Djævle John er født og opvokset i barakker og har lige siden sin tidligste barndom følt de ringestilledes hårde handicap - uafbrudt fattigdom. Derfor er han fast besluttet på, at det snart skal få en ende. Han vil være rig og have masser af penge.